# Облога Кале (1940)
Облога Кале (1940) (фр. Siège de Calais) — облога військами Вермахту французького міста Кале під час першої фази Французької кампанії, що сталася з 22 по 26 травня 1940 року. Ця битва за панування над морським портом безпосередньо передувала початку операції «Динамо» та суттєво вплинула на результати проведення союзниками операції з евакуації формувань британських та французьких військ, що опинилися притиснутими німецькими військами до атлантичного узбережжя в ході битви за Дюнкерк на північному сході Франції.